# Jan Baltazar Wilczek
Jan Josef Maria Baltazar říšský hrabě Wilczek (německy Johann Joseph Maria Balthasar Reichsgraf von Wilczek, * 1710, Těšín – 10. června 1787, Vídeň) byl slezsko-rakouský šlechtic z rodu Wilczků, působil jako císařský komorník, polní zbrojmistr a vrchní válečný komisař.

## Život
Narodil se jako syn polního maršála a dvorského válečného rady hraběte Jindřicha Viléma Wilczka (1665–1739) a jeho manželky Marie Šarloty, rozené hraběnky von St. Hilaire (1670–1747). Měl několik sourozenců, z nichž nejstarší Josef Maria (1700–1777) byl zakladatelem starší rodové linie.
Jan Josef Baltazar vstoupil jako mladý do císařské armády, zúčastnil se války o polské dědictví, bojoval v Itálii a později proti Turkům. Armádu opustil v hodnosti podplukovníka a později zastával funkci komorníka císaře Františka Štěpána Lotrinského.
V roce 1750 byl jmenován tajným radou a prezidentem stavovské reprezentace v Korutanech. V roce 1752 se vrátil k armádě, byl povýšen do hodnosti polního podmaršálka a již o rok později dosáhl hodnosti polního zbrojmistra (1753). Na počátku sedmileté války zastával funkci hlavního válečného komisaře pro zásobování armády, později byl předsedou několika dalších dvorských komisí.
Hrabě Jan Josef Baltazar Wilczek zemřel ve Vídni dne 10. června 1787.
Po otci zdědil slezská panství Ráj a Zámrsk. V důsledku válek o rakouské dědictví se část jeho majetku ocitla na území Pruska, proto statky po roce 1749 prodal. Později získal panství Walkersdorf v Dolním Rakousku.

## Manželství a rodina
Jan Josef Baltazar Wilczek se ve Vídni 3. srpna 1734 oženil s Marií Antonií hraběnkou Kotulinskou z Kotulína (17. února 1710 - 3. června 1787), dcerou hraběte Františka Karla Kotulinského a jeho ženy Marie Antonie z Rottalu. Z manželství se narodilo několik dětí:
- Jan Josef Maria Wilczek (18. června 1738, Velké Petrovice – 2. února 1819, Vídeň)
- Josef František Jan Baptista Mořic Linhart Augustin Wilczek (21. srpna 1746, Vídeň – 14. července 1828 tamtéž)
- Marie Josefa Antonie Františka Ignácie Leonarda Tekla Wilczková (14. června 1750, Vídeň – 24. března 1771 tamtéž), v roce 1768 provdaná za Maxmiliána Františka Xavera z Daunu (1721–1790)

Díky své manželce měl příbuzenské vazby na několik významných osobností, jeho švagry byli kníže Josef Jan Adam z Lichtenštejna nebo hrabě Jan Karel Chotek z Chotkova.